# Scheloribates saudiensis
Scheloribates saudiensis är en kvalsterart som beskrevs av Kardar 1988. Scheloribates saudiensis ingår i släktet Scheloribates och familjen Scheloribatidae. Inga underarter finns listade i Catalogue of Life.